# Glasmalerei Avelin
Die Glasmalerei Avelin bestand bereits Anfang des 18. Jahrhunderts in Tours und daraus entwickelte sich eine über mehrere Generationen existierende Familiendynastie von Glasmalern.

## Jean Avelin († 1744)
Jean Avelin, ein Sohn des Glasmalers Louis François Avelin in Tours, ließ sich Anfang des 18. Jahrhunderts in Paris nieder. Seine Werkstatt befand sich 1726 in der Rue Neuve-des-Petits-Champs. Am 7. September 1727 heiratete er die Tochter von François Oran. Jean Avelin war Präsident und Verwalter der Bruderschaft Saint-Sacrement de Saint-Roch der Pfarrgemeinde Saint Roch im 1. Arrondissement von Paris.
Er starb am 28. August 1744 in Paris und hinterließ fünf Kinder. Seine zwei Söhne, Nicolas Maximilien und Jean Jacques, setzten die Familientradition der Glasmalerei fort.

## Jean Jacques Avelin (* 1730)
Der älteste Sohn von Jean Avelin wurde ebenfalls Glasmaler und hatte 1758 seine Werkstatt in der Rue neuve. 

## Nicolas Maximilien Avelin (* 1735)
Der jüngere Sohn von Jean Avelin ließ sich in der Rue des Grands-Augustins im 6. Arrondissement von Paris nieder und wird noch 1792 als Glasmaler genannt. 
Noch im Laufe des 19. Jahrhunderts finden sich Glasmaler mit dem Namen Avelin in Paris, die wahrscheinlich von der gleichen Familie abstammen.